# Pembroke College (Cambridge)
Pembroke College é uma das instituições universitárias da Universidade de Cambridge, Inglaterra.
O college é o terceiro mais antigo da universidade e tem mais de setecentos estudantes e fellows. Fisicamente, é um dos maiores colleges da universidade, com edificações de quase todos os séculos desde sua fundação, bem como com extensos jardins. O college tem uma dotação financeira de £ 53,3 milhões (2012). O Pembroke tem um nível de performance acadêmica dentre os mais altos de todos os colleges de Cambridge, com uma classificação média de 6,7 de 29 da não oficial tabela Tompkins.